# Међународна година санитације
Уједињене нације 2008. годину су  прогласиле Међународном годином санитације (енгл. International Year of Sanitation) која је у вези са Декадом вода за живот.
Генерална скупштина Уједињених нација прогласила је 2008. Међународном годином санитације. На својој шесдесет првој седници одржаној 6. фебруара 2007. године прогласила важећом Резолуцију (A/RES/61/192) коју је Генерална скупштина усвојила 20. децембра 2006.
Широм света постоји отприлике 2,6 милијарди људи који данас немају приступ основним санитарним условима. Циљ 2008. године као Међународне године санитарних услова био је да се помогне у подизању свести о овој кризи и да се убрза напредак ка постизању Миленијумских развојних циљева УН (МДГ) и да се број људи који немају приступ основним санитарним условима преполови до 2015. године.

## Циљеви
Напредак ка постизању МЦР-а у области санитације био је спор и различит у различитим деловима света. Главни циљ проглашења 2008. године за Међународну годину санитарних услова је да се помогне да се санитарни Миленијумски развојни циљ врати на прави пут за постизање циља преполовљења удела људи који немају приступ основним санитарним условима до 2015. године. За постизање овог циља биће потребна сарадња између различитих агенција УН, посебно УНДЕКА и УНИЦЕФ-а, као и владиних агенција, невладиних организација, приватних компанија и академских кругова.
Година је имала за циљ да развије свест и акцију за испуњавање санитарних циљева Миленијумских развојних циљева. Посебна забринутост је:
- Уклањање стигме око санитације, како би се лакше и јавно расправљало о важности санитације.
- Истичући смањење сиромаштва, здравствене и друге користи које произилазе из боље хигијене, уређења санитарних услова у домаћинству и третмана отпадних вода.

## Исходи
Мрежа Sustainable Sanitation Alliance је формирана 2007. године како би имала заједничку ознаку за планиране активности за Међународну годину санитације у 2008. години и како би се могле међусобно ускладити за даље потенцијалне иницијативе. 

## Историја
Усредсређивање на санитарне услове као главно питање широм света почело је 2000. године када су Уједињене нације усвојиле Миленијумске циљеве развоја, који имају за циљ смањење сиромаштва и повећање здравља и општег благостања свих људи. Даљи развој ових циљева разматран је 2002. године на Светском самиту о одрживом развоју у Јоханесбургу, уз укључивање приступа санитарним условима као основног за постизање свих циљева у вези са окончањем сиромаштва. Јоханесбуршким акционим планом утврђен је циљ да се преполови број људи који немају приступ основним санитарним условима до 2015. године.